# Monte Carmelo (município)
Monte Carmelo é um município da Venezuela localizado no estado de Trujillo.
A capital do município é a cidade de Monte Carmelo.